# Louisa Jaques
Louisa Jaques (* 26. April 1901 in Pretoria; † 25. Juni 1942 in Jerusalem) war eine südafrikanisch-schweizerische Mystikerin. Im Klarissenorden hatte sie den Klosternamen Maria von der Dreifaltigkeit.

## Kindheit
Louisa kam als Kind eines für die Mission Suisse romande in Transvaal tätigen Missionarehepaars inmitten des Zweiten Burenkrieges zur Welt und verlor ihre Mutter kurz nach der Entbindung. Sie kehrte als Einjährige und Halbwaise mit ihren drei älteren Geschwistern, ihrem Vater und ihrer Tante zurück in die französische Schweiz, die Heimat ihrer Eltern Numa Jaques (1864–1949) und Elisa geb. Bornand (1865–1901). In einem freikirchlich-calvinistischen Milieu von zwei Schwestern ihrer Mutter erzogen, absolvierte Louisa im Sommer 1917 ihre Schulausbildung ohne ein staatliches Zeugnis, da diese auf Privatschulen beschränkt blieb. Sie entwickelte sich als feinsinnige und hochsensible Person mit nachhaltigen, durch eine Lungenschwäche verursachten Gesundheitsproblemen.

## Arbeitsstellen und Klinikaufenthalte
Zum Jahresende 1917 trat die Sechzehnjährige ihre erste Arbeitsstelle als Sekretärin bei einem sozialpolitisch engagierten Ehepaar namens Horber an, das in der Schweizer Nachkriegszeit die Gründung eines «Schweizerischen Bundes für Reformen der Übergangszeit» mitorganisierte. Geschwächt durch Anämie und mit einer angehenden Tuberkulose kam Louisa Jaques im Folgejahr zu einem stationären Aufenthalt nach Leysin, in die Heilanstalt «L’Espérance» von Dr. Olivier. Dort machte sie Bekanntschaft mit Bluette de Blaireville, die ihre vertraute lebenslange Freundin wurde. Sie begegnete unter anderen auch Adrienne von Speyr, einer Cousine von Dr. Olivier und Mitschülerin von Bluette in La Chaux-de-Fonds.
Nach ihrer Entlassung im Mai 1919 nahm Louisa kurzfristig eine Stelle als Buchhalterin bei einem Notar in Lausanne an. In den Jahren 1920/21 kümmerte sie sich um ihre älter und kränker werdende Tante Alice Bornand (1859–1928) in L’Auberson im Haus der Familie. Im März 1924 fand sie neuerlich als Schreibkraft Arbeit bei Lydia von Auw, einer Freundin ihrer Familie. Ein akuter Blutsturz kurz nach ihrem Arbeitsantritt hatte die Überweisung zur Tuberkulinkur in das von Diakonissen geführte Haus «Béthanie» in Lausanne zur Folge.

## Beziehungen
Obgleich die Familie über die ganze Welt verstreut lebte – in Transvaal, in Missouri, in der Schweiz bzw. Italien und später in Jerusalem –, so blieb Louisa doch stets mit den Eltern, den Geschwistern Alexandre (1895–1949), Elisabeth (1896–1977 [?]) und Alice (1898–1988 [?]) sowie mit ihren Halbbrüdern aus der dritten Ehe ihres Vaters, Auguste (1912–?) und Eddy (1916–?), verbunden.
1922 machte sie Bekanntschaft mit Suzanne Verena Pfenninger (1896–1977), die später zur katholischen Kirche konvertierte und Louisa bei einem Sommerurlaub in der Schweiz im Jahr 1927 einen entscheidenden Impuls zur Wirklichkeit der katholischen Sakramente gab.
Eine nicht zu verwirklichende Liebesbeziehung mit dem verheirateten Arzt und Familienvater Dr. Charles Rittmeyer (1891–1925) verschärfte bei dessen unvorhergesehenem Tod ihre familiär, wirtschaftlich und gesundheitlich angespannte Situation, bis hin zu einer von starker Depression gezeichneten Lebenskrise, die von 1925 bis 1926 andauerte.
Während eines Aufenthaltes bei ihrer Freundin Bluette hatte sie in der Nacht vom 13. auf den 14. Februar, genau ein Jahr nach dem Tod des Arztes, ein einschneidendes mystisches Erlebnis – eine Art Vision einer Ordensfrau –, was ihr die innere Gewissheit verschaffte, den Sinn ihres Lebens in einem kontemplativen Orden zu finden.

## Übertritt in die katholische Kirche
Aufgrund einer Arbeitsmöglichkeit im Oktober 1926 nach Mailand übersiedelt, entschloss sich Louisa dort auf Vermittlung eines Priesters zum Katechismus-Unterricht bei den Schwestern «Nostra Signora del Cenacolo», wo Mutter Reggio sie auf die Taufe, das heisst auf den Übertritt in die katholische Kirche, vorbereitete. Obwohl sie mehrfach von Seiten ihres Vaters nach Südafrika und von ihrer Schwester Alice nach Amerika eingeladen wurde, entschied sie sich für einen Verbleib in Italien. Ein Wechsel ihrer Arbeitsstelle als Hauslehrerin und Erzieherin führte sie in die Welt der Mailänder Aristokratie, in die Familie der Gräfin Agliardi. In diesem Kontext absolvierte sie eine Art Montessori-Schulung bei Gräfin Borromeo, einer Schwester der neuen Arbeitgeberin.
Ihre Freizeit verbrachte sie mit einer unbeirrten Suche nach dem Ort ihrer Berufung bei verschiedenen Frauenklöstern, wie sie sich in ihrem autobiographischen Bericht am Ende ihres Lebens erinnerte.

## Klostereintritte
Drei in den Jahren 1929/30 erfolgte Klostereintritte waren nur von kurzer Dauer. Es handelte sich dabei um die Kleinen Schwestern der Aufnahme Mariens in den Himmel, die Franziskanerinnen der Mission in Ägypten und die Franziskanerinnen vom Kinde Jesus.
Durch Vermittlung von Bluette de Blaireville gelangte Louisa schliesslich nach La Chaux-de-Fonds, wo sie die dort ansässige Gemeinschaft der Töchter des Herzens Mariae kennenlernte, in die sie 1931 eintrat. Als Sr. Monika Katherina vom Guten Hirten wurde sie zum Noviziat zugelassen und konnte an der Lehrerbildungsanstalt ein staatliches Diplom erlangen. Sie unterrichtete anschliessend an der katholischen Pfarrschule in Neuchâtel. In dieser Ordensgemeinschaft, die ihr den Rahmen einer soliden intellektuellen und spirituellen Weiterbildung und Entwicklung bot, blieb sie insgesamt fünf Jahre bis zur zweiten Erneuerung der zeitlichen Gelübde.
Aufgrund ihrer ungestillten Sehnsucht nach einem kontemplativen Klosterleben verliess sie 1936 die Gemeinschaft, nachdem sie in Neuchâtel dem damals durch seine Bücher bekannten und auch umstrittenen Priester Maurice Zundel begegnet war, der sie zum Übertritt zu den Klarissen ermutigte und fortan als ihr geistlicher Beistand fungierte. Am 1. September 1936 trat sie bei den Klarissen in Evian als Postulantin ein, blieb allerdings nur bis zum 10. April 1937, da die damalige, psychisch kranke Äbtissin sie entliess. Nach dieser bestürzenden Klostererfahrung arbeitete Louisa vorübergehend in Lausanne bei einer Arbeiterfamilie mit sechs Kindern als Ersatzmutter und anschliessend wiederum bei Gräfin Agliardi in Cortina d’Ampezzo. Ihre Perspektiven für ein Klosterleben schienen erschöpft zu sein.

## Letzte Lebensstation
Louisa Jaques beschloss, zusammen mit ihrer Schwester Alice und deren Kindern ihre Familie in Südafrika aufzusuchen, und erreichte am 28. August 1937 Johannesburg, wo es zum Wiedersehen mit ihren Eltern und Geschwistern kam. Noch im Unklaren über ihre Zukunft, nahm sie in den kommenden Monaten in verschiedenen jüdischen Familien eine Anstellung als Hauslehrerin an.
1938 entschied sie sich, motiviert durch die Lektüre der Schriften von Charles de Foucauld, zu einer Pilgerreise ins Heilige Land und erreichte so Jerusalem. Dort trat sie am 30. Juni in das Kloster der Klarissen ein. Am 28. August 1939 wurde sie als Sr. Maria von der Dreifaltigkeit eingekleidet. Zwei Jahre später legte sie ein ausserordentliches Gelübde der Ganzhingabe ab. Im Juni 1942 brach im Kloster Typhusfieber aus. Sr. Maria starb daran am 25. Juni 1942.

## Schriften
Durch ihren Beichtvater, P. Sylvère Van den Broeck, wurde sie in den letzten beiden Lebensjahren gedrängt, ihren Berufungsweg schriftlich niederzulegen und auch die Worte der «Inneren Stimme», die sie hörte, aufzuzeichnen. Nach ihrem Tod veröffentlichte er ihre Schriften. Diese Edition von 1943, die in den folgenden Jahren in verschiedene Sprachen übersetzt wurde, bewirkte eine ungeahnte Bekanntheit und Auseinandersetzung mit dem spirituellen Gehalt dieser Schriften, besonders in Italien durch das Wirken der Franziskaner der Kustodie des Heiligen Landes.
Die Werke von Schwester Maria von der Dreifaltigkeit sind in französischen, italienischen, niederländischen, spanischen, slowenischen, kroatischen, deutschen, arabischen, ungarischen, portugiesischen und englischen Ausgaben veröffentlicht worden.